# Wampir z Atlasu

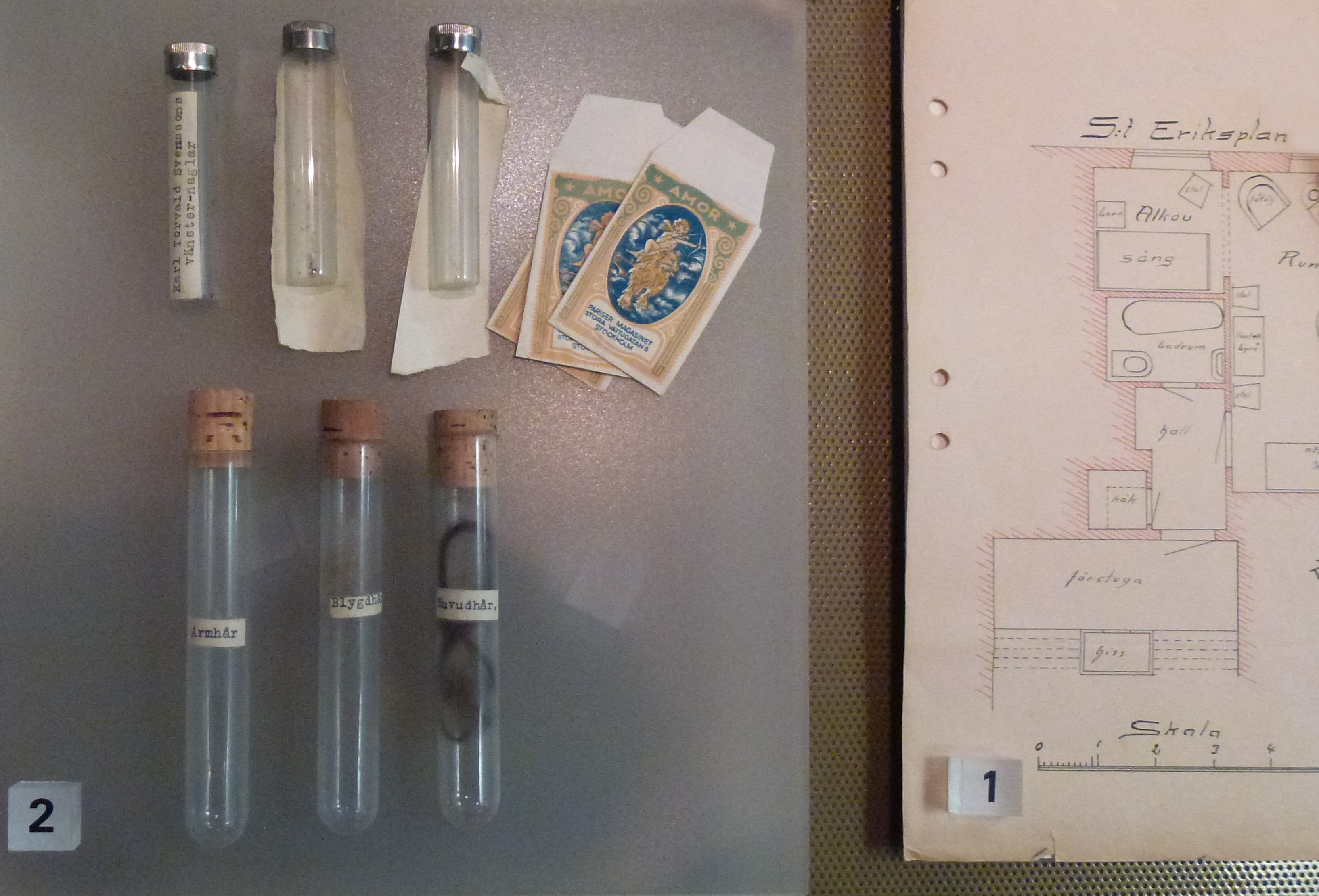
Fragment wystawy w Muzeum Policji w Sztokholmie. Na zdjęciu: plan mieszkania ofiary oraz próbki dowodowe

Wampir z Atlasu – pseudonim nadany nieznanemu napastnikowi, który w 1932  w Sztokholmie dopuścił się morderstwa określanego jako „wampiryczne”.

## Szczegóły
W dniu 4 maja 1932 roku w Atlasie, jednej z dzielnic Sztokholmu, 32-letnią prostytutkę, Lilly Lindeström, znaleziono martwą w jej mieszkaniu, w pobliżu stacji metra Sankt Eriksplan. Zabójstwa dokonano 2–3 dni przed wtargnięciem policji do mieszkania ofiary. Za przyczynę zgonu uznano bardzo silne uderzenie w głowę. Lilly odnaleziono na łóżku, leżącą na brzuchu, całkiem nagą. Podczas śledztwa ustalono, iż w dniu dokonania zbrodni miała ona stosunek seksualny. Gdy odnaleziono ciało, w odbycie ofiary wciąż znajdowała się prezerwatywa. Na miejscu zbrodni znaleziono dużą chochlę do sosu. Podczas sekcji zwłok odkryto, że znaczna część krwi ofiary, jeśli nie całość, została usunięta z jej ciała. Policja przypuszczała, że sprawca wypił krew ofiary, wykorzystując w tym celu wspomniany przedmiot. O dokonanie zbrodni podejrzewano poprzednich klientów zamordowanej Lilly Lindeström, jednak, po długim śledztwie, żadnemu z nich nie postawiono zarzutów. Sprawy do dziś nie rozwikłano.